# Carex trisperma
Carex trisperma är en halvgräsart som beskrevs av Chester Dewey. Carex trisperma ingår i släktet starrar, och familjen halvgräs.

## Underarter
Arten delas in i följande underarter:
- C. t. billingsii
- C. t. trisperma